# Román de San José

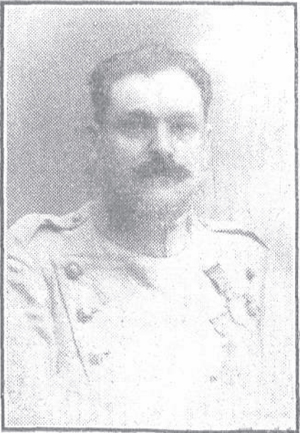
Román de San José

Román de San José (* 1877 in Plasencia; † nach 1937) war ein spanischer Militärmusiker. 
Er trat im Jahr 1894 in die Armee ein, wo er dem Tambourcorps des Castilla-Regiments Nr. 16 angehörte. Im Jahr 1900 nahm er die Position des Kapellmeisters ein. Zwischen 1909 und 1913 nahm er am Krieg in Marokko teil, wo er mehrere Auszeichnungen erhielt. Im Jahr 1914 leitete er den Spielmannszug des Artillerieregiments Asturias und 1915 der Academia de Intendencia, wo er bis 1928 blieb. Im Jahr 1937 ging er in den Ruhestand.
Zu seinen Werken gehören unter anderem der populäre Militärmarsch El Turuta und der Marsch Todo son nubes.